# Asmaa al-Ghoul
Asmaa al-Ghoul (ur. 1982) – palestyńska dziennikarka, publicystka i feministka.
Asmaa al-Ghoul publikuje w dzienniku Al-Ayyam. Al-Ghoul sprzeciwia się dyskryminacji kobiet przez mężczyzn należących do Hamasu. Występuje przeciwko działalności policji obyczajowej, która motywuje zakazy nakładane na kobiety względami religijnymi. Al-Ghoul w 2010 roku otrzymała grant Human Rights Watch. W 2012 roku została uhonorowana nagrodą International Women's Media Foundation. Nagrodę wręczyła dziennikarka CNN, Christiane Amanpour.